# Neues Sonntagsblatt
Neues Sonntagsblatt hiess eine schweizerische Sonntagszeitung, die von fünf regionalen Verlagen und der Gratiszeitung Züri-Woche vom 7. Dezember 1986 bis 15. November 1987 herausgegeben wurde.

## Geschichte
In den 1980er Jahren wurde der Sonntag immer stärker als Geschäft für die Verlage erkannt. Vorbild war der 1969 gegründete SonntagsBlick, der damals 375'000 Exemplare verkaufte. In Aufregung geriet die Branche, als der Verlag des Tages-Anzeigers, die heutige Tamedia, seine Pläne für ein eigenes Projekt konkretisierte.
Um Tamedia zuvorzukommen, entschlossen sich die regionalen Verlage Berner Zeitung, Basler Zeitung, Bündner Zeitung, St. Galler Tagblatt und Vaterland, innert kürzester Zeit mit einem eigenen Titel am Sonntag zu erscheinen. Initiator des Neuen Sonntagsblatts war der frühere Chefredaktor des Züri Leu und Gründer der Züri-Woche (1982) Karl Lüönd, die verlegerische Leitung hatte Beat Curti, der damalige Besitzer der Züri-Woche und des Schweizerischen Beobachters.
Das Projekt scheiterte bereits Mitte November 1987 nach dem Entscheid der Berner Zeitung, kurzfristig aus dem Projekt auszusteigen. Der Verlust wurde mit 22 Millionen Franken beziffert.
Zwei journalistische Skandale erschütterten die Zeitung. Im Artikel mit dem Titel «Dieb als Bundesrat?» wurde die Kandidatur des damaligen SP-Politikers Christian Grobet thematisiert. Aufsehen erregte auch die Schlagzeile «Preisbegehren der Bauern sind eine Frechheit».

## Redaktion
Die Chefredaktoren des Neuen Sonntagsblatts waren Karl Lüönd und später der ehemalige Kassensturz-Moderator Peter Wettler. Leiter der Regionalteile waren u. a. Roy Spring (Redaktion Bern) und Diego Yanez (Redaktion Luzern), später SRF-TV-Chefredaktor und Leiter des MAZ – Die Schweizer Journalistenschule (heute: MAZ – Institut für Journalismus und Kommunikation).